# Eritrichium nipponicum
Eritrichium nipponicum är en strävbladig växtart som beskrevs av Tomitaro Makino. Eritrichium nipponicum ingår i släktet Eritrichium och familjen strävbladiga växter. Utöver nominatformen finns också underarten E. n. albiflorum.